# Люблинский технический университет
Технический университет «Люблинская политехника» (пол. Politechnika Lubelska) — государственное высшее техническое учебное заведение в Люблине, Польша.

## Описание
По данным мирового рейтинга высших учебных заведений Webometrics Ranking of World Universities, подготовленного испанским институтом Consejo Superior de Investigaciones Científicas, университет занимает 24 место среди государственных университетов в Польше и 10 место в Польше среди технических учебных заведений, а также 1563 место среди государственных университетов в мире.
В рейтинге "Perspektywy" университет занимает 8 место в Польше среди технических учебних заведений (http://ranking.perspektywy.pl/2020/ranking/ranking-uczelni-akademickich/types/uczelnie-techniczne) и  31 среди всех государственных университетов в Польше (http://ranking.perspektywy.pl/2020/ranking/ranking-uczelni-akademickich).
Стоит подчеркнуть, что уже несколько лет подряд Люблинская Политехника является лидером в категории "ИННОВАЦИИ" (http://ranking.perspektywy.pl/2020/ranking/ranking-uczelni
akademickich/criteria/innowacyjnosc).
Технический университет «Люблинская политехника» — один из пяти государственных учебных заведений Люблина, при этом единственный вуз технического профиля. Привлекательность университета выражается прежде всего высоким уровнем обучения и современным образовательным предложением. Люблинская политехника предлагает образовательные программы на первом уровне обучения — бакалавриат и инженерное образование, магистратура и аспирантура. 
Все образовательные специальности университета, на которых проводится обучение, получили положительную оценку качества образования Государственной комиссии аккредитования. Со времён создания Люблинская политехника осуществляет подготовку инженерных кадров и проводит научные исследования, в основном для Люблинского региона. Главные направления научных исследований, которые сейчас проводятся в учебном заведении, связаны с развитием конструкций и технологий, охраной окружающей среды, а также экономией материалов и энергии. Люблинская политехника выполняет экспертизы и проводит консультационную деятельность. Результаты исследований в этих областях — многочисленные научные публикации, а также патенты и защитные права.

## История
Люблинская политехника была создана 13 мая 1953 года с инициативы люблинских техников и инженеров и работала как Вечерняя инженерная школа. Одновременно с созданием школы начал функционировать её первый факультет — механический. В 1965 году учебное заведение стало называться Высшей инженерной школой. В этом же году был открыт факультет строительства, а год раньше — факультет электричества. Большие изменения в учебном заведении были проведены в 70-е годы. В 1977 году Высшая инженерная школа переименована в Люблинскую политехнику. В 1988 году был создан факультет менеджмента и основ техники, который 28 декабря 2007 года преобразован в факультет менеджмента. В 2003 году факультет электричества стало работать под названием "Факультет электротехники и информатики" . В 2007 году на политехническом университете открывается шестой факультет — основ техники. Сенат Люблинской политехники 3 июля 2003 года выбрал день 13 мая Праздником Люблинской Политехники.

## Ректоры
- проф. Станислав Земецки (1953—1956)
- проф. Станислав Подкова (1956—1973)
- проф. Влодзимеж Ситко (1973—1981 и 1984—1990)
- проф. Якуб Мамес (1981—1982)
- проф. Анджей Вероньски (1982—1984)
- проф. Влодзимеж Кролопп (1990—1993)
- проф. Иво Полло (1993—1996)
- проф. Казимеж Шабельски (1996—2002)
- д-р габ. инж., проф. ЛП Юзеф Кучмашевски (2002—2008)
- проф. д-р габ. Марек Опеляк (2008—2012)
- проф. д-р габ. инж.Пётр Кацейко (2012 - 2020)
- проф. д-р габ. инж. Збигнев Патер (с 2020 - )

## Люблинская политехника сегодня
На университете работает 6 факультетов:
- Факультет строительства и архитектуры
- Факультет электротехники и информатики
- Факультет инженерии окружающей среды
- Факультет механики
- Факультет основ техники
- Факультет менеджмента.

16 технических направлений, которые объединяют более 50 специальностей. В университете действуют подразделения ректората, которые занимаются реализацией отдельных научных, дидактических заданий.
Подразделения университета:
- Библиотека
- Бюро развития и кооперации
- Вычислительный центр
- Центр инноваций и передовых технологий
- Люблинский инкубатор предпринимательства
- Люблинский центр трансфера технологий.

### Библиотека
Студентам и сотрудникам университета предлагает научную литературу, скрипты, учебники и информационные издательства в области технических наук и связанных с ними, а также общие журналы, научные и профессиональные журналы. Собирает польскую текущую техническую литературу и большой выбор заграничной литературы. В библиотеке имеется около 150 тыс. книг, есть подписка на более 300 польских печатных журналов и 40 изданий заграничных. Ресурсы доступны в удобное время в пяти библиотеках факультетов и центральных пунктах обслуживания: библиотеке, техническом читальном зале и центре информации о патентах и стандартизации. Они находятся на территории кампуса Люблинской политехники на ул. Надбыстшыцкой. От 2009 года действует цифровая библиотека Люблинской политехники, цель которой — интернет-доступ к научным и образовательным ресурсам университета и документам, связанным с её историей, а также историей науки и техники нашего региона.

### Бюро развития и кооперации
Бюро развития и кооперации занимается сотрудничеством с партнёрскими организациями и поиском партнёров с целью реализации совместных мероприятий. Это задание касается в том числе сотрудничества с предпринимателями в области реализации общих проектов, а также предложения Политехники для бизнеса.

### Вычислительный центр
Главная задача Центра — создание, содержание и развитие вычислительных систем, которые поддерживают управление высшим учебным заведением. Центр также разрабатывает материалы и документацию, проводит обучение в области тех вычислительных систем, которые развивает. Вычислительный Центр занимается координацией приобретения аппаратуры и программного обеспечения во всех организационных подразделениях университета.

### Центр инноваций и передовых технологий
Центр был создан для укрепления и оптимизации деятельности Люблинской Политехники в таких отраслях как популяризация новых технологий, популяризация и внедрения результатов научных работ, а также более эффективного использования интеллектуального и технического потенциала университета.

### Люблинский инкубатор предпринимательства
Главное задание деятельности, которой занимается Инкубатор — поддержка и популяризация идеи предпринимательства среди студенческой молодёжи, пробуждение духа предпринимательства среди молодых людей и помощь начинающим бизнесменам. Один из приоритетов деятельности Инкубатора — это привлечение финансовых средств с внешних источником, например Европейского Социального Фонда, которые помогут при подготовке наших студентов, выпускников и молодых научных сотрудников к открытию собственного бизнеса и эффективной реализации своих бизнес-идей.

### Люблинский центр трансфера технологий
Центр осуществляет свою миссию в таких действиях: поиск и коммерциализация результатов научных исследований; популяризация инновационных бизнес-мероприятий и технологий; развитие технологического сотрудничества Люблинского воеводства, в частности с государствами Европейского Союза; поддержка развития инновационных предприятий; специальное образование и профессиональная подготовка; сотрудничество с местными органами власти, государственными учреждениями и коммерческими организациями.

## Кампус
На территории кампуса между ул. Надбыстшицкой и долиной реки Быстшицы (юг от центра Люблина) расположено 14 дидактических корпусов университета, часть с которых — это исторические здания. По соседству с Политехникой находится много пунктов питания, транспортная сеть, 4 студенческих общежития, несколько клубов и спортивный комплекс. Администрация университета в большей части находится в исторических зданиях дворца Собеских на ул. Бернардинской в центре Люблина.

## Студенческая жизнь
В Люблинской Политехнике действует много студенческих организаций:
- Самоуправление Люблинской политехники
- Бюро студенческой карьеры PL
- Журнал студентов Люблинской политехники «Плагиат»
- Студенческое фотоагентство (SAF)
- Студенческая инициатива культуры StuArt

При университете действуют также учреждения культуры:
- Хор Люблинской политехники
- Коллектив народного танца «Крайка»
- Коллектив бального танца «Гамза»
- Группа современного танца
- музыкальные группы (группа «Tequila», «Silver Spoon» и «Kwadżabro»)

Спортивные клубы:
- Дайвинг-клуб «Паскуда»
- Секция спортивной стрельбы Университетского клуба AZS PL
- Клуб Кикбоксинга
- Яхт-Клуб Люблинской политехники
- Клуб рыболовов «ESOX».